# Termómetro de bulbo
Un termómetro de bulbo es el tipo de termómetro que generalmente se utiliza para medir la temperatura de una sustancia u objeto, y contiene usualmente mercurio o alcohol coloreado en el bulbo (reservorio) en el extremo del termómetro. Cuando se trata de medir la temperatura del ambiente, el termómetro de mercurio tiene mayor precisión, dado que el color y también  blanco brillante del metal, refleja la radiación y por lo tanto no se ve afectada por ésta, cuestión que siempre afecta las mediciones con los termómetros de alcohol coloreado y puede ser muy importante cuando hay una fuente de calor potente, como el sol. En los últimos tiempos, gradualmente están siendo reemplazado por termómetros que operan en forma electrónica.
Normalmente se conoce como termómetro de mercurio o de alcohol, sin más referencia al bulbo. No suele utilizarse la expresión "termómetro de bulbo" en forma aislada, pero es común para describir los termómetros de bulbo húmedo o la temperatura de bulbo seco.
No debe confundirse con el termómetro de globo, dado que en este último el intercambio térmico con el medio ambiente se efectúa por radiación, mientras que en el termómetro de bulbo, se efectúa por convección (en gases o líquidos) o conducción (en líquidos o sólidos), y miden parámetros muy distintos del ambiente o lugar donde están ubicados.
- Datos: Q6142845